# علی بن ناصر
علی بن ناصر (زادهٔ ۲ مارس ۱۹۴۴) داور بازنشستهٔ فوتبال اهل تونس است. او بازی آرژانتین و انگلستان در جام جهانی ۱۹۸۶ را سوت زد و گل خطای هند دیگو مارادونا با دست که بعدها به دست خدا مشهور شد را پذیرفت و زمینه‌ساز پیروزی ۲–۱ آرژانتین در آن مسابقه شد.